# Georg Neumann

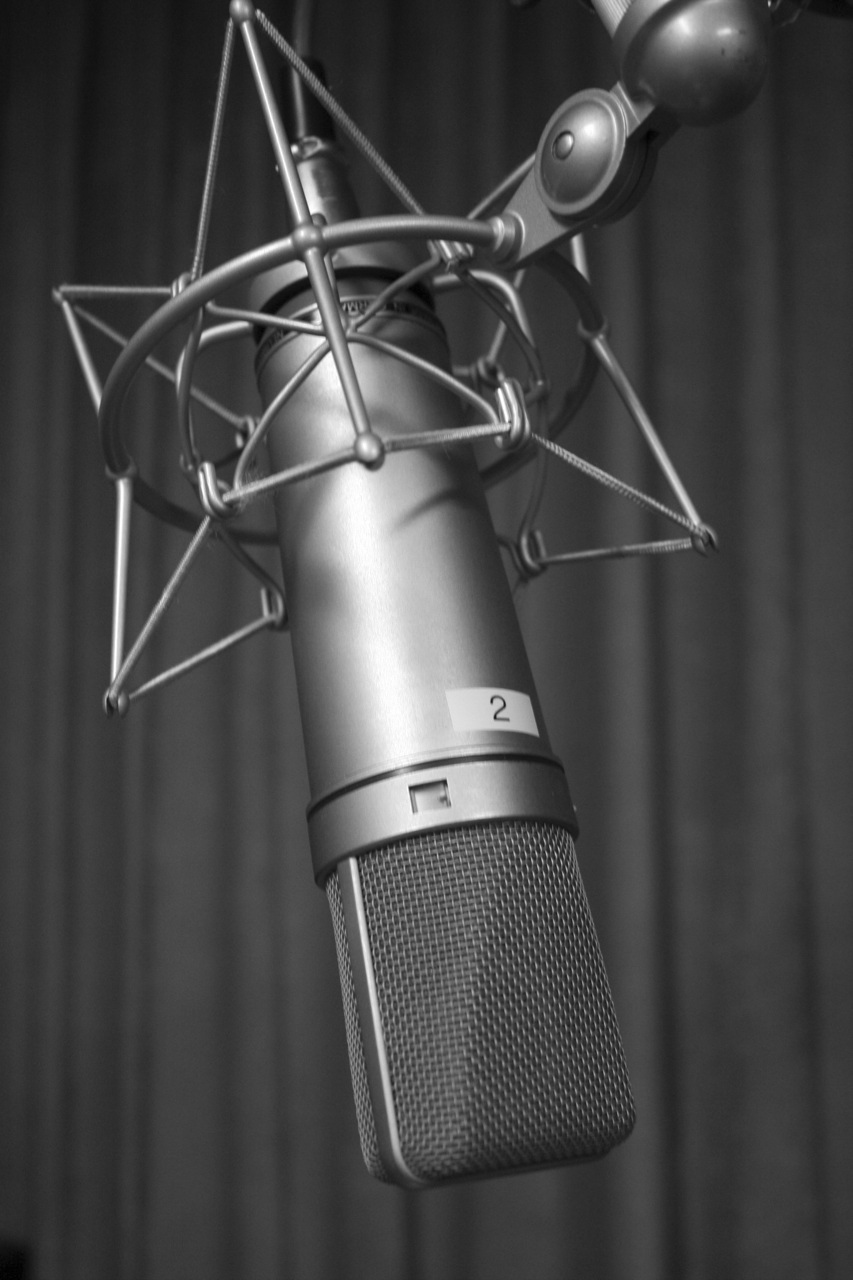
Georg Neumann U87 – jeden z najbardziej znanych mikrofonów

Georg Neumann GmbH (Neumann) – niemiecka firma zajmująca się produkcją mikrofonów studyjnych, założona w 1928 roku przez niemieckiego wynalazcę i pioniera fonograficznego – Georga Neumanna. Od 1991 roku Neumann jest częścią grupy Sennheiser.
Najbardziej znanymi produktami firmy są mikrofony pojemnościowe do zastosowań studyjnych i scenicznych. Przez kilkadziesiąt lat był liderem w produkcji obrabiarek do cięcia płyt gramofonowych. Georg Neumann to także stoły mikserskie.

## Historia
Początkowo przedsiębiorstwo zajmowało się produkcją modelu CMV 3, który stał się pierwszym dostępnym w handlu na świecie mikrofonem. Ze względu na swój kształt przezwano go butelką Neumanna. Bardzo często spotyka się go na fotografiach z okresu II wojny światowej z wystąpień publicznych.
Fabryka Neumanna w Berlinie została zbombardowana przez aliantów w listopadzie 1943 roku, co doprowadziło do przeniesienia fabryki do Gefell. W 1949 roku rozpoczęto produkcję nowego modelu U 47 na podstawie wcześniejszego modelu 7 M. Był to jeden z pierwszych mikrofonów pojemnościowych. W latach 1953–1956 firma wprowadziła szereg małych mikrofonów pojemnościowych (KM 53, 54, 56), które stosowały stacje telewizyjne. Wprowadziła ona także jako pierwsza mikrofon stereofoniczny.
W 1965 roku firma rozpoczęła produkcję mikrofonów studyjnych. W 1995 roku wprowadzono szereg lampowych mikrofonów z transformatorowym układem wyjścia, a w 2003 roku mikrofon analogowo-cyfrowy. W 2005 roku powstał pierwszy mikrofon dynamiczny firmy przystosowany dla branży filmowej.
W 1991 roku Neumanna przejął Sennheiser. Przejęcie przez Sennhaisera Neumanna spowodowało przeniesienie produkcji Neumanna do nowo wybudowanej fabryki w Wedemark niedaleko Hanoweru. Jednak firma swoją siedzibę nadal utrzymuje w Berlinie.

## Produkty
- mikrofony
- obrabiarki do cięcia płyt gramofonowych
- miksery
- studyjne monitory odsłuchowe

## Nagrody
- 1999 – techniczna nagroda Grammy za jeden z mikrofonów marki